# Изменения в религиозной практике ислама в СССР
Измене́ния в религио́зной пра́ктике исла́ма в СССР — были связаны с объективными реалиями. Некоторые мусульманские обычаи либо перестали исполняться (в частности, практически прекратился до конца 1980-х годов хадж, один из «пяти столпов ислама»), либо сильно изменились. Кроме того, целые группы советских мусульман оказывались в ситуации, когда они не могли исполнять обряды. Например, призывники-мусульмане не могли соблюдать намаз, а также пост. Во многих мусульманских местностях СССР стали допускать женщин для молитвы в мечеть (иногда даже оборудовали в мечетях отдельные женские комнаты).
Из-за почти полного исчезновения исламского образования в СССР было очень мало людей, знающих мусульманские обряды. Следовательно, многие советские мусульмане не знали основ мусульманского вероучения. Мусульманские практики в послевоенном СССР существовали значительной мере в виде «национальных обычаев».
Американский историк Адиб Халид, живший в советской Средней Азии, констатировал, что в этом регионе под исламом часто верующие понимали национальные обычаи, которые «отличали коренных жителей Средней Азии от остального населения и считались „мусульманскими“ не столько потому, что строились вокруг религиозных ритуалов, столько потому, что некоренные жители их не праздновали». С этими обычаями было связано то, что к концу советского периода значительная часть верующих (и соблюдающих обряды) мусульман даже Средней Азии, где до 1917 года существовали сотни религиозных школ, не знали молитв. Халид отметил, что мало кто из верующих мог совершить намаз, а многие не могли воспроизвести даже шахаду.

## Многожёнство
Советской властью было запрещено под страхом уголовного наказания многожёнство. Однако на практике многие десятилетия сохранялись и многожёнство и прикрытие лица женщин и девушек. Известно, что в ряде татарских сёл Куйбышевской области девушки даже в середине 1950-х годов при встрече с незнакомым мужчиной закрывали лица руками. Официальные духовные управления мусульман по указанию советских органов издавали разного рода фетвы, в которых сообщали, что многие мусульманские обычаи (убой скота на Курбан-байрам, обрезание и т. п.) не обязательны или же вообще являются неисламскими. Однако на практике часто эти указания игнорировались.
В брежневский период внедрялись новые «советские обряды» в противовес религиозным обрядам. На местах практика борьбы с «пережитками» доходила до того, что, например, на свадьбах в советской Средней Азии власти поощряли употребление гостями спиртных напитков. Историк Сергей Абашин писал, что «открытое появление спиртного на свадьбах рассматривалось даже как реформа локальных представлений, которые прежде исключали публичное употребление алкогольных напитков».
Советская власть активно внедряла новую, городскую «гяурскую» одежду, стремясь к открытию лиц мусульманок. В 1920-е — 1930-е годы советские активисты решали вопрос борьбы с женским угнетением по-разному. Например, в Узбекистане символом женского угнетения была объявлена паранджа, а в Казахстане (где кочевницы в большинстве носили просто платок на голове) казахские активисты сосредоточились на борьбе прежде всего против калыма и многожёнства.
К концу советского периода большинство советских мусульманок было одето по-европейски. Однако мусульманские элементы (женские платки-кызы, чадра) сохранялись на Кавказе даже в середине 1980-х годов.

### Проповеди в мечетях
В советский период падает качество проповедей в мечетях. Это было связано с нехваткой грамотного духовенства, которое в послевоенный период подготовить было практически негде. Многие имамы мечетей отказались от чтения проповедей вообще. Например, из 14 имамов Башкирской АССР в 1977 году периодически читали проповеди в мечетях только 7. При этом в проповедях башкирских имамов были светские темы: мир, дружба, гражданственность и патриотизм. При этом проповеди после служб походили на политинформации: завершались благодарностями в адрес властей, обзором достижений СССР, а также негодованиями в адрес иностранных империалистов.

### Обрезание
В советский период сохранилось обрезание, но стало производиться подпольно. В послевоенный период в Башкирии по деревням ходили специальные «суннатчи бабаи», которые делали обрезание. Совет по делам религиозных культов в 1955 году категорически отказался запрещать делать обрезание и наказывать за его проведение. Более того, как и с «бродячими муллами» Совет рекомендовал обложить «суннатчи бабаев» налогами. При этом Совет выступал категорически против передачи права совершения обрезания представителям зарегистрированного духовенства. В секретном письме от 14 января 1955 года Совет указывал своему Уполномоченном по Башкирской АССР:
Совет не согласен с Вашим предложением о запрещении производить обряд обрезания. С этим, также как и другими религиозными обрядами, борьба административным путём вестись не должна. Вам следует глубже изучать деятельность т. н. «суннатчи бабаев» и о всех имеющихся фактах периодически информировать руководящие органы республики.

Имеющиеся у Вас сведения о лицах, которые получает доходы от совершения данного обряда, сообщайте в Министерство Финансов Башкирской АССР для обложения их подоходным налогом по 19 ст. Указа Президиума Верховного Совета СССР.
При этом Совет в том же письме выступал категорически против того, чтобы легализовать обрезание, дав право его совершения представителям зарегистрированного духовенства:
В случае обращения к Вам муфтия Хиялетдинова по вопросу о предоставлении зарегистрированному духовенству права производить обрезание, Вам следует в деликатной форме отговорить его от этого рекомендовав сохранить в этом вопросе фактическое положение, существующее сейчас, т. к. в противном случае Духовному управлению придётся иметь дело с органами здравоохранения, которые потребуй от служителей культа, занимающихся названной операцией, необходимых медицинских знаний и навыков. Кроме того, указанная деятельность зарегистрированного духовенства потребует установления ответственности за благополучный исход каждой операции.

### Хадж

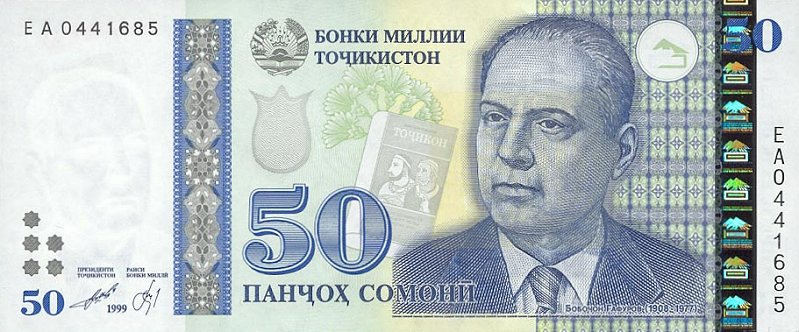
Бободжан Гафуров, бывший первый секретарь ЦК Компартии Таджикской ССР совершил хадж в 1974 году (портрет на купюре 50 сомони)

В первые годы советской власти массовый хадж с территории СССР продолжался. Основной поток паломников как и в дореволюционный период шёл из Средней Азии. Практически отсутствовал хадж у татар. По сведениям Сергея Шварца, с 1922 года возглавлявшего Татарское (Всетатарское) ГПУ, от татар Казанской губернии не поступало в годы Гражданской войны в советские учреждения ходатайств о выезде в хадж. Из Средней Азии хадж в начале 1920-х годов по-прежнему был массовым. По оценкам Восточного отдела ГПУ только из Ферганской долины в 1922 году в хадж выехали несколько тысяч человек.
Власти СССР в конце 1920-х годов даже способствовали хаджу в расчёте на хороший имидж Советского Союза среди зарубежных мусульман. 26 апреля 1928 года было принято Постановление Совета народных комиссаров СССР «О перевозке морем паломников-мусульман из портов СССР в порты Геджаса и обратно». Первые организованные группы советских паломников прибыли в Джидду в мае того же года на двух пароходах — «Тобольск» и «Теодор Нетте». Советские пароходы в 1929 году даже помогли в перевозке йеменских паломников из Ходейды в Джидду. Однако вскоре политика в отношении ислама ужесточилась и хадж из СССР прекратился. В 1932 году на хадже не было паломников из СССР, что вызвало тревогу со стороны властей Саудовской Аравии, которые считали, что для снятия вопроса о притеснении ислама в СССР нужен поток в 10-15 тыс. паломников из Советского Союза в год. Советский консул в Саудовской Аравии Назир Тюрякулов утверждал, что Великобритания и Франция не пропускают пароходы с советскими паломниками через Босфор и Дарданеллы.
Возобновление хаджа относится к 1944 году, когда с 7 ноября 1944 года по 15 февраля 1945 годов шесть паломников с территории Среднеазиатского духовного управления мусульман совершили поездку в Мекку. Это паломничество во многом имело пропагандистские цели. Второй послевоенный хадж состоялся в 1945 году — 17 паломников из разных республик СССР. Паломники встретились с королём Саудовской Аравии Абдул-Азизом ибн Абдурахман ибн Саудом. Руководитель советской делегации И. Бабаханов поставил перед королём вопрос о передаче САДУМ примерно 20 домов, которые мусульмане из Средней Азии построили для паломников до 1917 года. король согласился при условии, что этими домами будут заведовать его подданные. Однако хадж прошёл не очень гладко. Советские паломники совершили действия, которые осудили мусульмане из других стран: осквернили листы книги с кораническими аятами и пытались подвергнуть сомнению некоторые положения Корана.
На 1947 году в хадж готовили уже 40 паломников, причём от всех духовных управлений мусульман СССР. Однако советские власти запретили им выезд под предлогом заботы об их здоровье. В 1946—1952 годах ни одна группа паломников из СССР в хадж не выезжала, несмотря на то, что ходатайства об этом поступали от духовных управлений мусульман. В 1947 году известен случай индивидуального хаджа — заместитель председателя САДУМ З. Бабаханов окончил в этом году экстерном медресе «Аль-Азхар» и совершил паломничество в Мекку.
В 1953 году поездки советских паломников в хадж возобновились и больше не прекращались. В начале июля 1953 года Совет по делам религиозных культов наметил подготовку к хаджу, который должен был состояться 11 августа 1953 года. Быстро была подготовлена группа из 18 паломников, которые с пересадкой в Тегеране прибыли в Каир, а оттуда в Саудовскую Аравию. В 1954 году из СССР в хадж выехал 21 паломник по маршруту: Москва — Симферополь — Анкара — Бейрут — Каир — Луксор — Джидда. В 1955 году в хадж вылетели 20 граждан СССР.
Постепенно среди паломников стали появляться даже видные советские функционеры, которые официально должны были быть атеистами. В 1974 году в группе из 19 паломников в хадж выехал бывший первый секретарь ЦК КП Таджикской ССР Бободжан Гафуров.
В 1953—1965 годах оформилась многоступенчатая система организации хаджа из СССР. Она предполагала тщательную проверку кандидатов и отбор только лояльных советской власти лиц — человек по 20 в год. Процедура отбора была многоступенчатой:
- Территориальные духовные управления мусульман оповещали верующих, собирали заявления на выезд в хадж и проводили первоначальный отбор паломников;
- На втором этапе документы паломников проверяли (причём независимо друг от друга) сразу три инстанции — КГБ (обычно в течение одного месяца, причём всегда кого-то отсеивали), Уполномоченный Совета по делам религиозных культов, партийное и государственное руководство соответствующей автономной или союзной республики;
- На третьем этапе проверку осуществляли союзные органы — КГБ СССР и Совет по делам религиозных культов (на своих заседаниях);
- На четвёртом этапе проверку проводил (с конца 1950-х годов) ЦК КПСС. В этом органе окончательное решение по паломникам принимал Секретариат, Комиссия по выездам за границу или Отдел кадров дипломатических и внешнеэкономических органов.

Таким образом окончательное решение о том, кто поедет в хадж, принимал ЦК КПСС. Впрочем мнение других органов также имело значение — как Духовное управление мусульман, так и местные партийные органы, так и Совет по делам религиозных культов могли на этапах проверки снять любого потенциального паломника. Значение имело также место проживание паломника. Советские органы следили, чтобы в хадже были представители разных мусульманских местностей СССР. Каждый Уполномоченный вёл запись очередников на хадж в своём регионе и ежегодно получал разнарядку — сколько паломников можно отправить. Впрочем большинство отправлявшихся в хадж были из Духовного управления мусульман Средней Азии и Казахстана. Это было связано с тем, что это духовное управление окормляло подавляющее большинство советских мусульман.
Высокие требования предъявлялись к состоянию здоровья и культурному уровню паломников. Отъезжающие в хадж должны были знать догматы ислама и опровергать высказывания единоверцев-иностранцев о том, что в СССР притесняют мусульман.
Если паломник, по мнению советских органов, вёл себя в хадже правильно, то ему могли разрешить поездку в Мекку ещё один или два раза. Известно, что в 1944—1965 годах некоторые руководители советских мусульман ездили в хадж по 2 — 4 раза.
Отбор паломников проходил очень тщательно и ошибок практически не было. Об этом говорит тот факт, что за весь период с 1944 по 1991 годы не было случаев, чтобы участник хаджа из СССР отказался вернуться на Родину. Количество инцидентов с паломниками за рубежом также было минимальным. Об этом говорит статистика. За период с 1944 по 1965 годы из СССР в хадж выехали 256 паломников. За этот период только один паломник пропал. В хадж 1964 года в Медине исчез и не был найден впоследствии бухгалтер Духовного управления мусульман Северного Кавказа В. Г. Гайдаров, причём его вещи остались на месте. Было ещё несколько мелких инцидентов. Например, в хадж 1964 года несколько советских паломников продавали в Саудовской Аравии мёд, который привезли из СССР. На хадже 1965 года полицейскими Саудовской Аравии были задержаны три паломника из Узбекской ССР, которые ввезли в страну опиум. Председателю САДУМ Ш. Бабаханову удалось убедить саудовцев отпустить их.
Хадж оплачивал сам паломник, но значительную часть стоимости поездки компенсировало Духовное управление мусульман. Как правило в хадж посылали лояльных советской власти мусульманских религиозных лидеров. Саудовская Аравия в послевоенный период придерживалась проамериканской политической линии и не имела с СССР никаких дипломатических отношений. Поэтому не было и прямого сообщения между Саудовской Аравией и СССР. Советские паломники должны были лететь самолётом в Тегеран, а оттуда железнодорожным, водным или автомобильным транспортом добирались до Мекки.
Хаджу советские органы придавали большое пропагандистское значение. Перед поездкой паломникам разъясняли, что надо говорить и как себя вести. Прежде всего следовало доказывать зарубежным гостям (среди них были довольно высокопоставленные лица), что в СССР есть свобода совести, и что советские мусульмане могут свободно отправлять культ. Делегация паломников получала от Совета по делам религиозных культов письменные указания, в котором разъяснялось, что говорить иностранцам.
В частности, «Указания» 1963 года предписывали паломникам:
- Рассказывать иностранцам, что в СССР существует «подлинная свобода совести» и что Советское государство никогда не преследовало людей за религиозные убеждения;
- «Использовать всякую возможность», чтобы сообщить иностранцам о дружбе народов СССР, о достижениях народов советских республик;
- Вести борьбу за мир — выступать против военных блоков НАТО, СЕАТО и СЕНТО, против испытаний атомного и водородного оружия, разъяснять необходимость «всеобщего и полного разоружения»;
- Рассказывать, что советские мусульмане поддерживают политику «братской бескорыстной экономической и технической помощи», которую СССР оказывает странам Азии и Африки.

Пропаганда должна была вестись как в Саудовской Аравии, так в ходе остановок по пути в это королевство. Маршруты хаджа иногда меняли, что позволяло охватить пропагандой новые мусульманские страны. В 1954 году советские паломники летели в хадж через Турцию и Египет, в 1963 году через Египет и Судан. Пропагандистское значение хаджа было известно советским дипломатам. В 1956 году посол СССР в Пакистане И. Ф. Шпедько предложил в 1957 году организовать хадж через Пакистан, чтобы разоблачить утверждения о притеснении ислама в Советском Союзе.
Посольство СССР в Каире давало богатые приёмы, на которых присутствовали как иностранцы, так и паломники. Иногда эти приёмы оплачивались за счёт паломников. Известно, что в 1955 году советские паломники оплатили такое посольский приём на 150 персон.
Общая численность паломников до 1989 года была невелика. В период с 1944 по 1989 годы в хадж из СССР выехали около 900 человек.
Хадж был выгоден мусульманским духовным лидерам ещё и потому, что резко поднимал их авторитет среди единоверцев в СССР. Муллу И. Абдул-Ахунова из Джалал-Абада (Киргизская ССР) по возвращении на родину из хаджа 1956 года на железнодорожной станции встретили около 1,5 тыс. человек, которые его на руках несли 200 метров до мечети.
Ситуация изменилась в 1990—1991 годы, когда хадж вновь стал массовым. В 1991 году в хадж выехали около 1,5 тыс. паломников из СССР. В 1991 году советские дипломатические представительства открылись в Саудовской Аравии, а саудовское посольство появилось в Москве. Всего с 1944 по 1991 годы хадж совершили около 5 тыс. паломников из СССР.

### Паломничества к святым для шиитов местам
Шииты совершают паломничества к святым местам, расположенным на территории Ирана и Ирака. С Ираном у СССР в довоенный период были дипломатические отношения. Однако шиитские паломничества прекратились раньше, чем хадж. Посещения советскими паломниками святынь в Кербеле, Неджефе и Мешхеде прекратились с 1925 года.
Паломничество к шиитским святыням было на короткий период возобновлено в мае 1945 года, когда с разрешения советских властей в города Ирана (в том числе в Мешхед и Кум) совершили поездку три руководителя Духовного управления мусульман Закавказья. В дальнейшем паломничество к шиитским местам Ирана и Ирака не осуществлялось, хотя со стороны отдельных советских руководителей поступали предложения об его возобновлении. В марте 1956 года Уполномоченный Совета по делам религиозных культов по Азербайджанской ССР М. Р. Мамедов предложил возобновить паломнические поездки в Мешхед и Кербелу. 31 марта того же года Мамедов сообщил в Совет, что есть желающие вместо хаджа совершить паломничество в Мешхед и Кербелу. В 1956 году в Духовное управление мусульман Закавказье поступило 28 заявлений на паломничество в Мешхед и 50 заявлений от желающих посетить Кербелу. О разрешении поездок в эти города 5 июня того же года просил Совет министров СССР Председатель Совета по делам религиозных культов И. В. Полянский. В 1957 году предложения об организации поездок советских шиитов в Мешхед и Кербелу поступали от разных советских органов. В частности, о разрешении паломничества в Мешхед просило советское посольство в Иране. При этом советское посольство указывало, что поездка в Кербелу и Неджеф нежелательна, так как в Ираке нет советского посольства. В 1958 году Совет по делам религиозных культов просил ЦК КПСС отправить в Мешхед 5 — 7 паломников. В мае 1960 года Совет вновь обсуждал вопрос об организации паломничества в Мешхед и Кербелу с Министерством иностранных дел СССР.

### Многожёнство
Коран разрешает многожёнство, и оно существовало у мусульманских народов Российской империи. Сохранялось многожёнство и в первые десятилетия советской власти даже у народов Поволжья, где новая власть была раньше установлена. Многоженцами порой были коммунисты и комсомольцы из числа местного населения. Например, инструктор женского отдела Михеева в 1925 году сообщала о поездке на совещание в Стерлитамакский кантон (Башкирская АССР) следующее:

многожёнство не изжито, некоторые мужья имеют до четырёх жён, даже члены партии имеют по две жены.
В 1920-е годы советские власти начали борьбу с многожёнством, введя за него уголовную ответственность (сохранялась на протяжении всего советского периода).
В уголовном кодексе РСФСР 1922 года не было предусмотрено наказания за многожёнство. 27 ноября 1924 года вышло Постановление Совета Народных комиссаров РСФСР «О дополнениях Уголовного кодекса РСФСР для автономных республик», которое предусматривало для Башкирской АССР:

232. Двоежёнство и многожёнство караются принудительными работами на срок до одного года
Изжить многожёнство полностью не удалось, и в первые послевоенные годы оно часто встречалось у зажиточных мусульман Средней Азии и Казахстана. 11 января 1946 года секретарь ЦК ВЛКСМ О. П. Мишакова сообщала секретарям ЦК ВКП(б) И. В. Сталину, Г. М. Маленкову и А. А. Жданову в записке «Об оживлении феодально-байского отношения к женщинам в Узбекской, Туркменской и Киргизской ССР»:

Широко распространено многожёнство, как правило среди наиболее обеспеченной части населения (председатели колхозов, бригадиры председатели сельсоветов).
Инструктор отдела агитации и пропаганды ЦК ВКП(б) О. Я. Гончарок сообщал 8 сентября 1949 года Г. М. Маленкову, что только в Казахской ССР за многожёнство за 1948 год и за первые три месяца 1949 года осудили 735 человек. При этом Казахская ССР, в отличие от среднеазиатских республик, была республикой с преобладающим немусульманским (в основном русским) населением. Одну из причин распространения многожёнства О. Я. Гончарок видел в слишком мягком наказании за это деяние, предусмотренную уголовным кодексом и в том, что отбытие наказания фактически легализует положение многоженца:

Характерно, что заплативший штраф или отбывший наказание (один год принудительных работ в своём или соседнем колхозе), продолжает жить со всеми жёнами, его за это уже никто не наказывает
В уголовном кодексе РСФСР 1960 года статья о многожёнстве была изложена в следующей редакции:

Статья 235. Двоежёнство или многожёнство
Двоежёнство или многожёнство, то есть сожительство с двумя или несколькими женщинами с ведением общего хозяйства, —
наказывается лишением свободы на срок до одного года или исправительными работами на тот же срок.
— Уголовный кодекс РСФСР 1960 года. Особенная часть. Глава 11
Советские мусульманские лидеры в послевоенный период были вынуждены бороться с многожёнством. Известно, что САДУМ сняло с должности директора медресе «Мир-Араб» А. Расулева за многожёнство.

### Открытие лица женщины: снятие паранджи, чадры и чачвана

Женщины в парандже и чачване на базаре в Ходженте (1932 год). Несмотря на 15-й год советской власти паранджу ещё многие носят даже в крупном городе

На мусульманских окраинах СССР (в Азербайджане и в Средней Азии) до революции и в первые годы советской власти была распространена практика прикрытия женщинами лиц и фигуры с помощью паранджи и чачвана. На Северном Кавказе и в Поволжье мусульманки закрывали лица специальными платками. Советская власть повела последовательную борьбу за прекращение ношения мусульманками религиозной одежды. Снятие паранджи имело также экономический смысл — оно позволяло вовлекать женщин и девушек в промышленное производство, например в качестве работниц текстильных фабрик. Это было важно, так как в конце 1920-х — 1930-е годы в СССР прошла индустриализация, затронувшая и мусульманские местности.
В 1927—1932 годах в мусульманских местностях СССР проводится кампания «худжум» («наступление»). Она выражалась в публичном демонстративном сбрасывании и уничтожении паранджи и чачвана. Кампания была тщательно организована советскими властями и проводилась женщинами-активистками. Сброшенную паранджу демонстративно сжигали. Худжум проходил в два этапа: подготовка (с сентября 1926 года по февраль 1927 года) и реализация с марта 1927 года по 1932 год. Худжум проводился по инициативе советских властей. При Среднеазитском бюро ЦК ВКП(б) была создана Центральная комиссия по раскрепощению женщин. Для непосредственного проведения худжума были созданы специальные комиссии в Узбекской ССР — республиканская и окружные (областные). В каждой из них создавали подкомиссии — атеистическую, экономическую и культурную. При этом власти не стали открыто издавать декрет о снятии паранджи. Всё проводилось как инициатива женских масс.
Датой худжума выбрали Международный женский день — 8 марта 1927 года. В этот день на площадях городов Узбекистана собрались толпы женщин. В Самарканде, Коканде и Андижане этот день объявили нерабочим. На площадях проводили митинги, после чего паранджи и чачваны сбрасывали и торжественно сжигали. 8 марта 1927 года в Узбекистане и входившем в его состав в качестве автономии Таджикистане сбросили паранджу 7130 женщин: 3000 женщин в Ташкентском округе, 3000 женщин в Ферганском округе, 700 женщин в Самаркандском округе, 150 женщин в Ходжентском округе и 280 женщин в Андижанском округе. Такие сбрасывания и сожжения паранджи происходили на протяжении нескольких лет ежегодно и именно 8 марта. Иногда активистки шли дальше в борьбе с паранджой. В 1927—1928 годах в Бухарской и Ферганской областях женсоветы организовали митинги, на которых сжигали все виды женских покрывал. Такая практика вызывала недовольство части местного населения — были случаи убийства женщин-активисток. Убитых активисток хоронили как героинь торжественно по новому европейскому обычаю — в гробах и цветах.
Снятие паранджи имело место также в Азербайджане. В ходе избирательной кампании 1928—1929 годов свыше 10 тыс. азербайджанок сняли чадру. В обращении ЦИК и СНК АзССР «Ко всем трудящимся Азербайджана» 1 января 1929 года говорилось: «Поддерживаемая Советской властью тюрчанка из Азербайджана вступила в решительную борьбу с вековыми обычаями, держащими её на положении рабыни (многожёнство, ранние браки, обручение и. т. д.), одерживая один за другим успехи на этом фронте борьбы… С каждым днём всё большее и большее число учащихся, работниц, крестьянок в городах и сёлах поодиночке и целыми группами сбрасывают с себя чадру — эмблему женского порабощения…» Всего в течение 1929 года около 270 тыс. женщин в республики сбросили чадру.

Памирские женщины в Хороге в Международный женский день (1932 год). Сзади плакат с призывом на двух языках к раскрепощению женщины. «Раскрепощённые» женщины в платках. Некоторые из них пытаются прикрыть лицо

«Раскрепощённые» работницы шёлкомотальной фабрики в Сталинабаде на Первомайской демонстрации (1936 год). Видно, что у них обнажены кисти рук. У некоторых женщин уже европейские чулки. Некоторые ещё носят покрывала, но без чачван

Впрочем наскоком с паранджой справиться не удалось. На сохранившихся фотографиях видно, что в 1930-е годы практика ношения паранджи в мусульманских местностях Средней Азии сохранялась. Более того, на Памире (где ранее этого не было) женщины стали прикрывать лица.
В первые послевоенные годы практика ношения паранджи в Средней Азии была очень широко распространена. 11 января 1946 года секретарь ЦК ВЛКСМ О. П. Мишакова докладывала секретарям ЦК ВКП(б) И. В. Сталину, Г. М. Маленкову и А. А. Жданову в записке «Об оживлении феодально-байского отношения к женщинам в Узбекской, Туркменской и Киргизской ССР» следующее:

Многие женщины опять надели паранджу; в некоторых областях (Ленинабадская область Таджикской ССР, Марыйская область Туркменской ССР) это массовое явление
Практика ношения чадры в Азербайджане также сохранялась на протяжении всего советского периода. Советские издания пытались это отрицать. В частности, в книге «Этнические процессы в СССР», изданной в 1975 году сообщалось, что в 1970-е годы «унизительный обычай ношения чадры женщинами-азербайджанками ушёл из быта». Однако даже в 1980-е годы чадру носили не только в отдалённых селениях, но и в городах. М. Э. Торчинская отметила в 1984 году факты ношения чадры в Нахичевани и Ордубаде.
На Северном Кавказе в 1920-е — 1930-е годы советская власть вела борьбу с закрытием лиц женщин платками. В конце 1920-х годов на Северном Кавказе провели кампанию «Пальто — горянке», в ходе которой горянкам (местным женщинам) выдавали пальто «из грубого сукна, прямого мужского покроя». Насаждение советской одежды имело некоторые успех. В конце 1930-х годов удалось преодолеть у сельского населения разделение одежды на национальную и «гяурскую» (городскую). В послевоенный период распространение советских тканей привело к вытеснению национальной одежды на Кавказе.
В частности, сохранилась к середине 1980-х годов практика ношения платков женщинами в Дагестане (прежде всего в горных селениях). В Кубачах в середине 1980-х годов традиционные платки казы носили все женщины и девушки старше 12 лет (за пределами Кубачей молодые кубачинки, как правило, каз не носили).

### Запреткалыма
Советская власть вела борьбу с практикой калыма, рассматривая его требование и уплату как уголовное преступление. Однако за калым были сами женщины. В 1920-е — начале 1930-х годов борьбе с калымом оказывали сопротивление даже делегатки женских съездов и слётов. В 1920-е — начале 1930-х годов делегатки частых тогда съездов и слётов горянок (женщин Северного Кавказа) с трибун произносили клише, в которых клеймили свою темноту, отсталость, забитость, неграмотность и бесправие. Однако резких антикалымных выступлений даже со стороны этих делегаток (приезды которых стимулировались властями материально) было мало, а часто горянки с трибун осуждали невыполнение обязательств по калымному договору.

### Религиозные процессии
В послевоенные годы мусульмане устраивали уличные шествия с пением «такбир». Известно, что такие шествия проходили в Уфе. В 1949 году муфтий Габдрахман Расулев запретил «такбир» всюду, кроме зарегистрированных мечетей. Однако после беседы с председателем Совета по делам религиозных культов Расулев распорядился 2 октября 1949 года (в Курбан-байрам) «пение „такбир“ по улицам и жертвоприношение производить в обычном порядке».
18 июня 1961 года, во время хрущёвской антирелигиозной кампании, Духовное управление мусульман Европейской части СССР и Сибири издало фетву, в которой запретило публичное чтение «такбира» в следующих выражениях:

Громкое чтение Корана по улицам является унизительным для священного Корана. Также чтение такбира вслух по пути следования многими группами верующих считается унижением такбира

### Жертвоприношения скота
У советских мусульман сохранялась практика жертвенного убоя скота на Курбан-байрам, несмотря на предписания духовных управлений мусульман. Например, Духовное управление мусульман Северного Кавказа разослало накануне Курбан-байрама 1953 года извещение о том, что убой мелкого и крупного рогатого скота необязателен и должен проводиться только с официального разрешения ветеринарного врача. Однако в 1953 году в Дагестане жертвенный убой скота практиковали 30 — 40 % хозяйств горной части республики и 25 — 30 % хозяйств предгорной части республики.
18 июня 1961 года Духовное управление мусульман Европейской части СССР и Сибири издало фетву, в которой подтвердило, что жертвоприношения не обязательны.

### Почитание реликвий
В мусульманском мире почитанием окружены реликвии, связанные с пророком Мухаммедом — прежде всего волосы пророка. На территории СССР имелась такая реликвия — волос пророка, подаренный в марте 1893 года султаном Османской империи муфтию М. Султанову. Эта реликвия до 1961 года постоянно демонстрировалась Духовным управлением мусульман Европейской часть СССР и Сибири. В 1954 году председатель Совета по делам религиозных культов И. В. Полянский дал указание Уполномоченному Совета по Башкирской АССР не ограничивать Духовное управление в демонстрации волоса Пророка. После смерти Полянского советские власти запретили демонстрацию этой реликвии в 1961 году.
Из хаджа советские паломники привозили воду из колодца Замзам, которая ценилась верующими. 26 января 1946 года в Москве муфтий Г. З. Расулев, вернувшийся из хаджа, в мечети организовал раздачу воды Замзам. Иногда паломники продавали эту воду верующим, что приносило немалый доход. В Башкирской АССР к мулле Б. Исаеву в течение более двух месяцев приходили по 10 человек ежедневно и покупали воду Замзам, которую он привёз из хаджа 1953 года. Доход от реализации воды Исаев скрыл от советских финансовых органов и через 5 месяцев смог построить дом. В 1962 году паломники, вернувшиеся из хаджа в Башкирскую АССР, продавали Замзам, чётки и изображение Каабы.

### Допуск женщин в мечети
В послевоенный период в СССР распространяется практика участия женщин в совместных общих молитвах в мечетях. 13 декабря 1949 года Председатель Совета по делам религиозных культов И. В. Полянский докладывал секретарю ЦК ВКП(б) М. А. Суслову следующее:

… во многих случаях женщины (как у шиитов, так и у суннитов) стали посещать как обычные собрания по пятницам, так и общие праздничные молитвенные собрания одновременно с мужчинами, порой находясь даже в одной комнате с последними, будучи разделёнными с ними только небольшим проходом
И. В. Полянский в качестве примеров привёл участие женщин в общих праздничных молитвах в Акмолинске, Андижанском районе, Алма-Ате и в Уфе. Из этого списка видно, что совместные молитвы встречались в конце 1940-х годов как в районах, где религиозная традиция была слабее (Уфа), так и в Средней Азии (Андижанский район), где она была сильнее развита.
Мусульманское духовенство порой поддерживало практику посещения женщинами мечетей. Известно, что с 1950-х годов в Поволжье мусульманское духовенство начинает поощрять участие женщин в пятничных молитвах в мечетях. В поволжских мечетях даже оборудовали специальные комнаты для моления женщин.

### Женщины-имамы
В послевоенном СССР среди «бродячих» («безмечетных») мулл были женщины-имамы. Они вели проповедь среди мусульманок в тех населённых пунктах, где не было зарегистрированных мечетей. Известно, что до 1976 года в Новых Тимерсянах (там мечеть была закрыта к середине 60-х годов XX века) «религиозные молитвенные собрания» проводила среди женщин Зяйнаб Баку Ахунова, бывший преподаватель религиозной школы этого села.

### Коллективные молитвы на кладбищах
Шариат запрещает молитвы на кладбище, так как верующий во время молитвы может оказаться лицом к могиле. Однако советские мусульмане в виду отсутствия мечетей часто молились на кладбищах.

### Похоронный обряд

Эволюция надгробных памятников в советский период на мусульманском кладбище Екатеринбурга
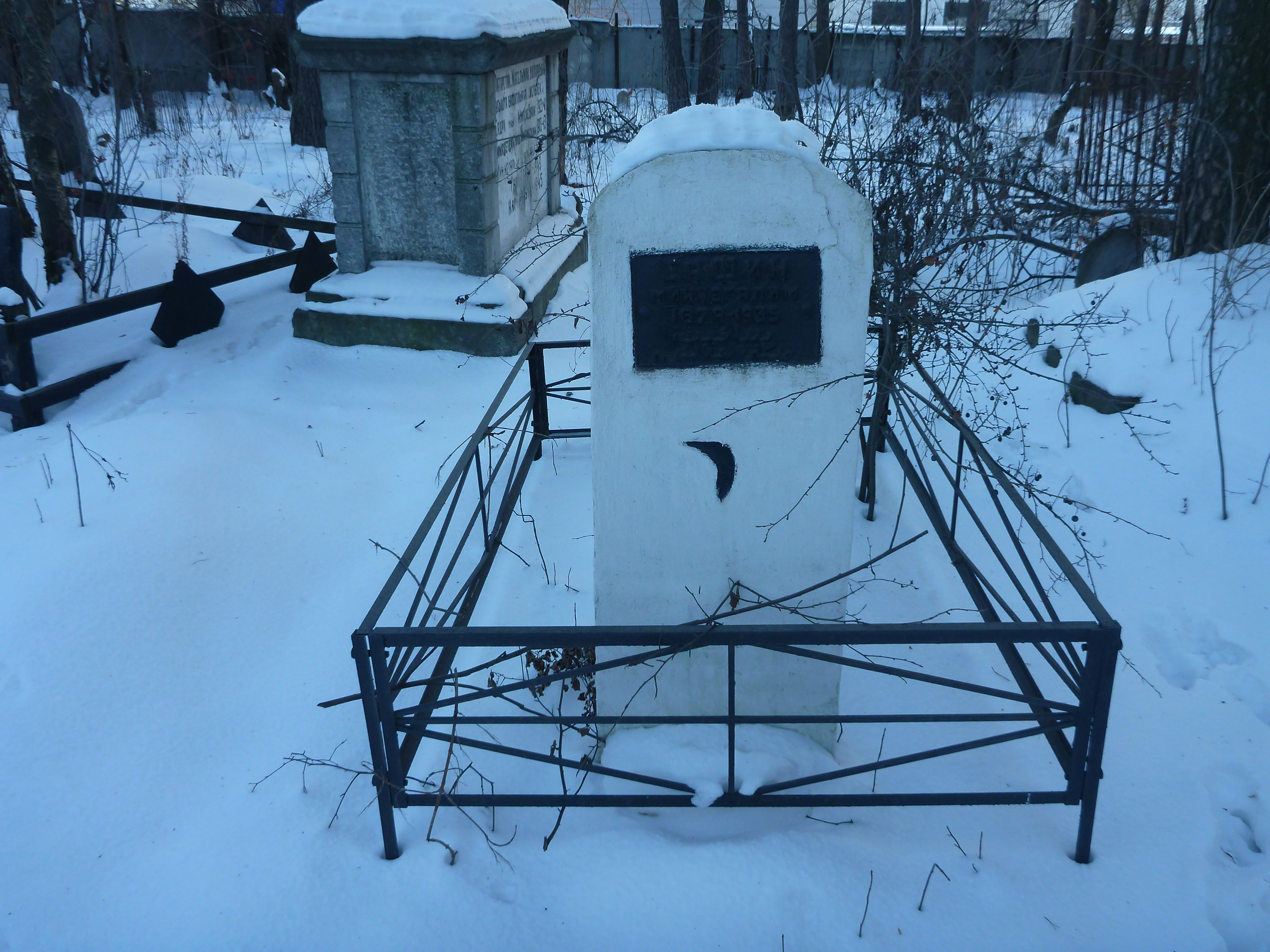
Дублирование надписи на надмогильном памятнике умершего в 1935 году на арабице и кириллице
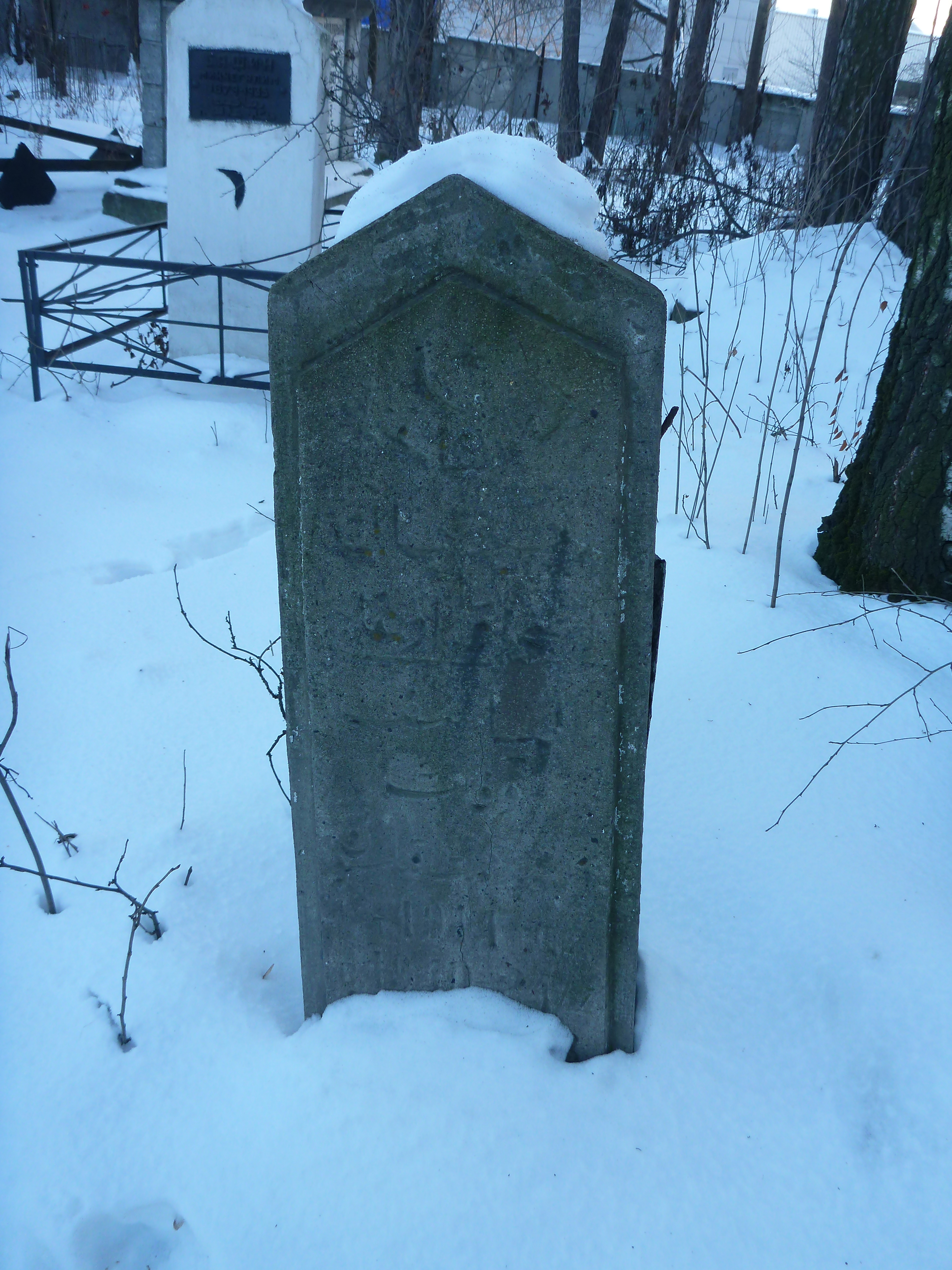
Соединение на памятнике умершему в 1940 году разных надписей: арабский текст, арабские и римские цифры
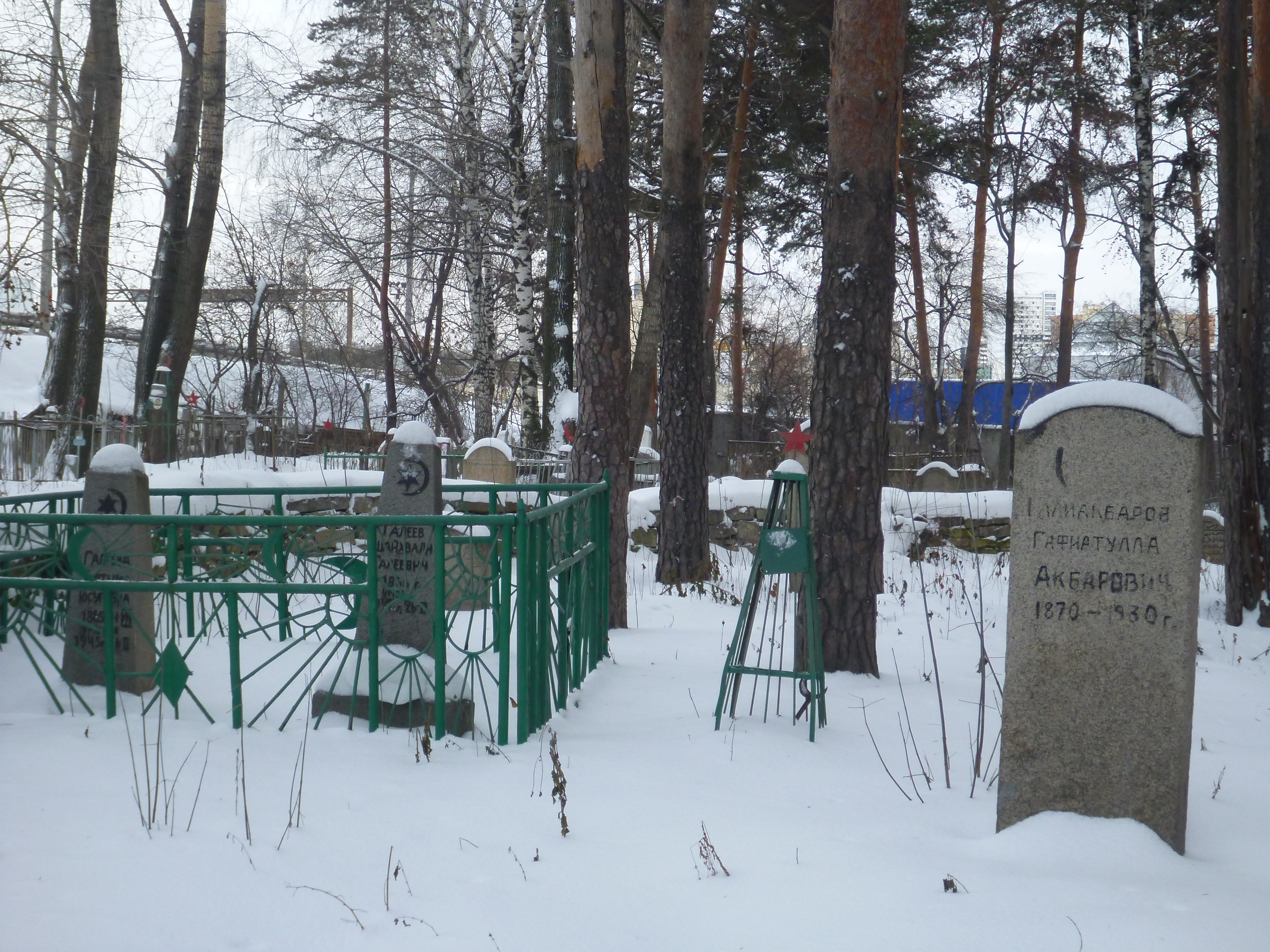
Русифицированные памятники умершим в 1930 и 1945 годах
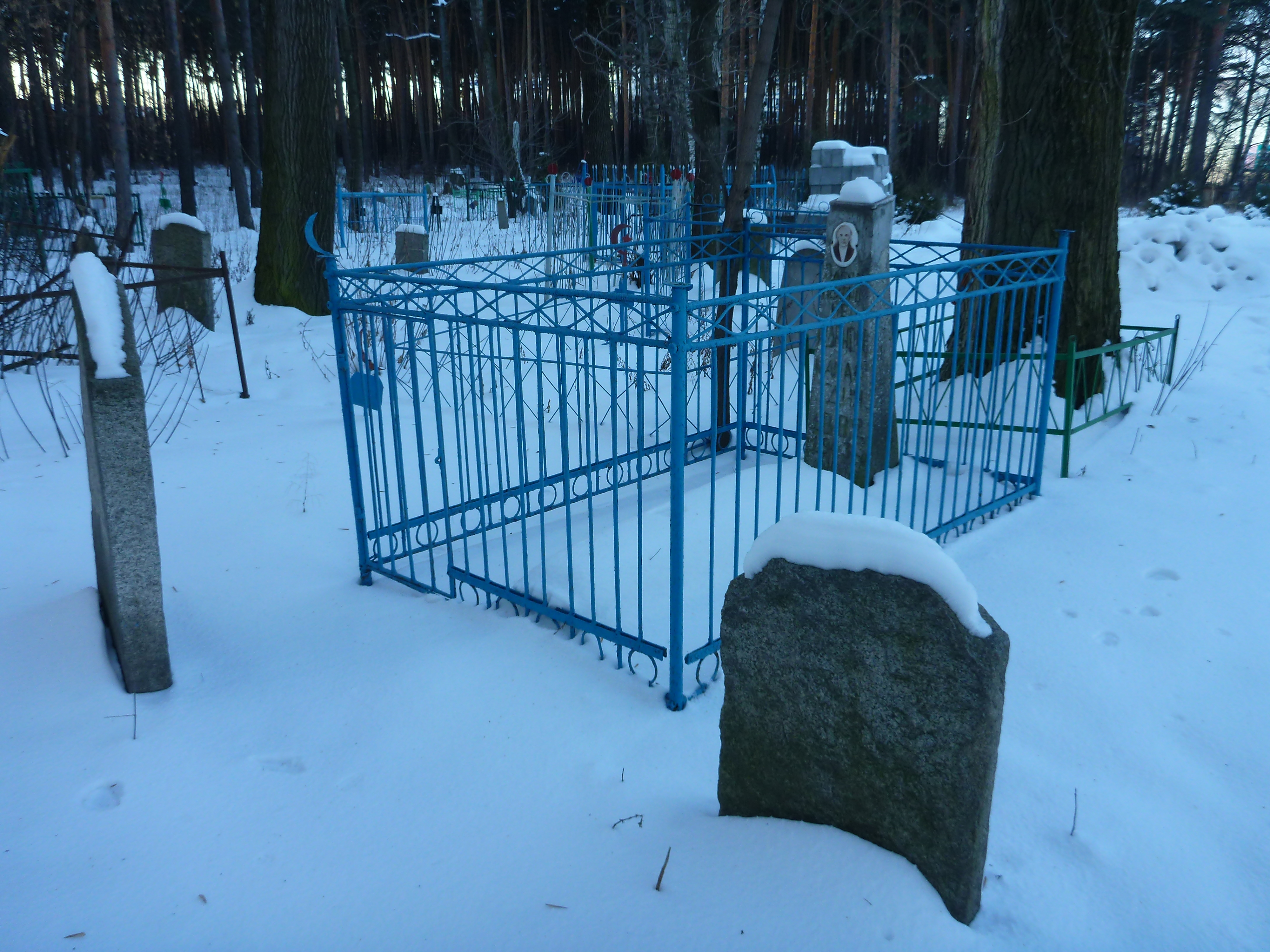
Секуляризованная могила умершего в 1943 году: появилась фотография
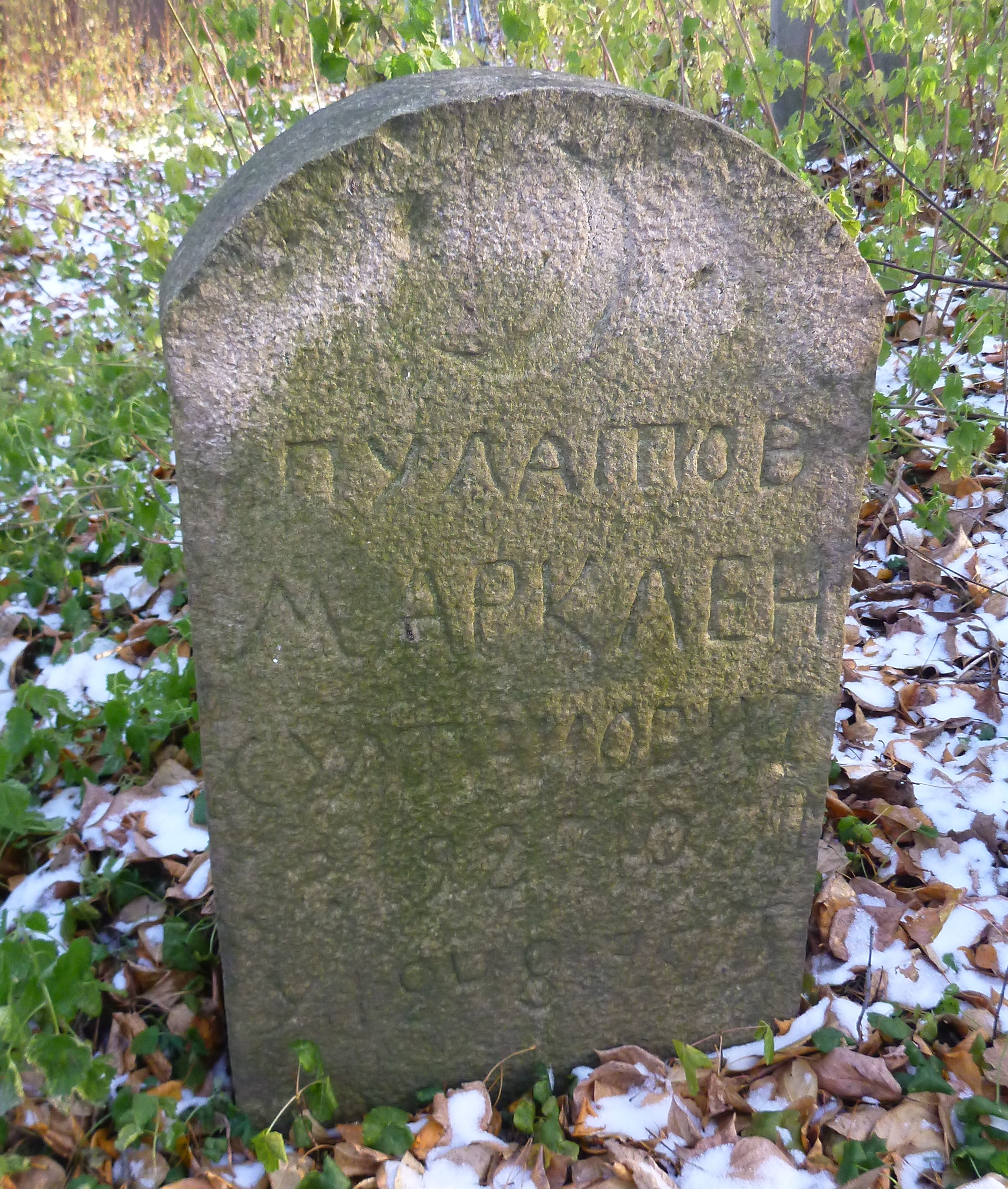
Надгробие умершего в 1948 году мусульманина 1925 года рождения с советским именем Марклен. Надпись на надгробии русская, но присутствует полумесяц
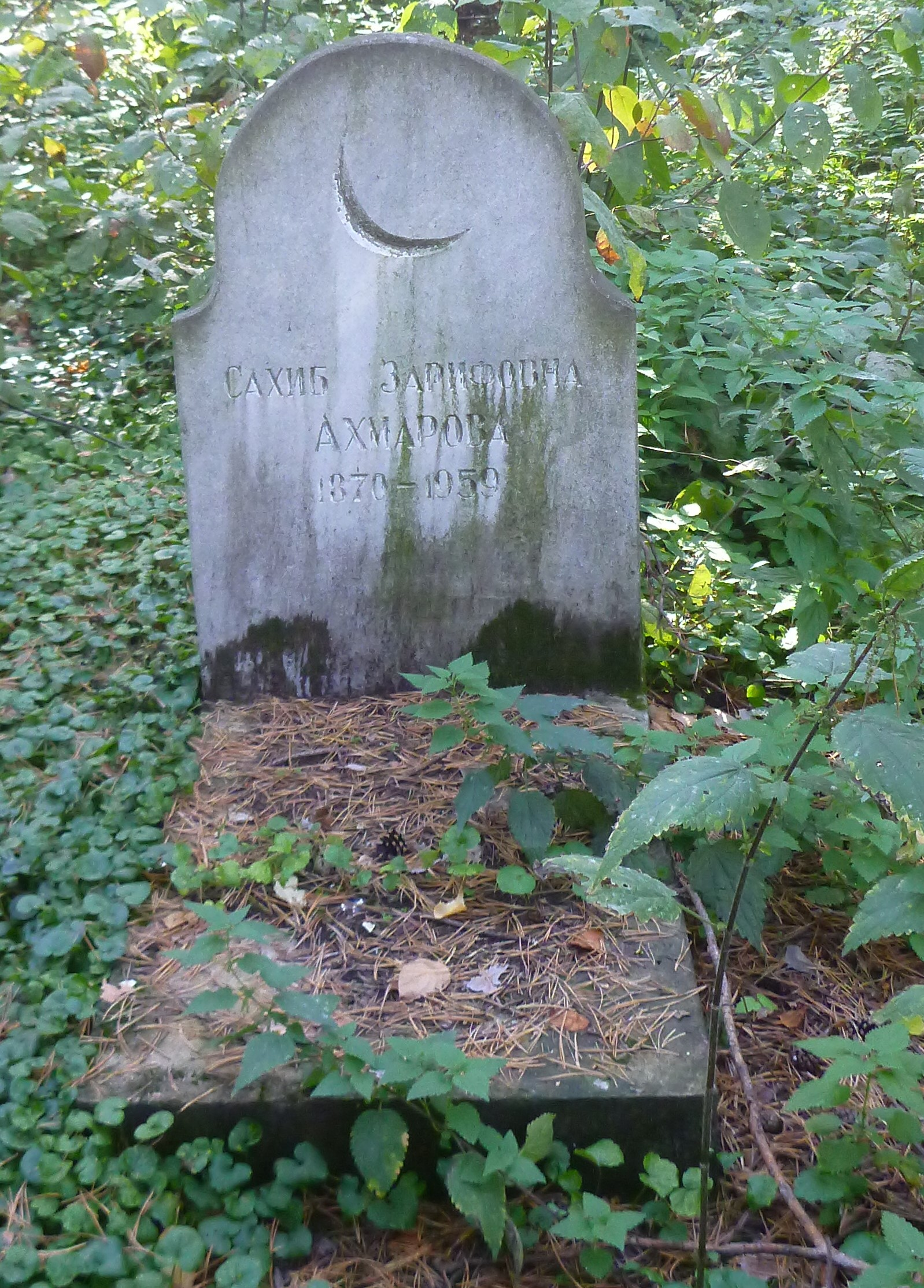
Захоронение старой мусульманки, родившейся в 1870 году и умершей в 1959 году. Форма надгробия несоветская, есть полумесяц, нет фото. Но надпись русская
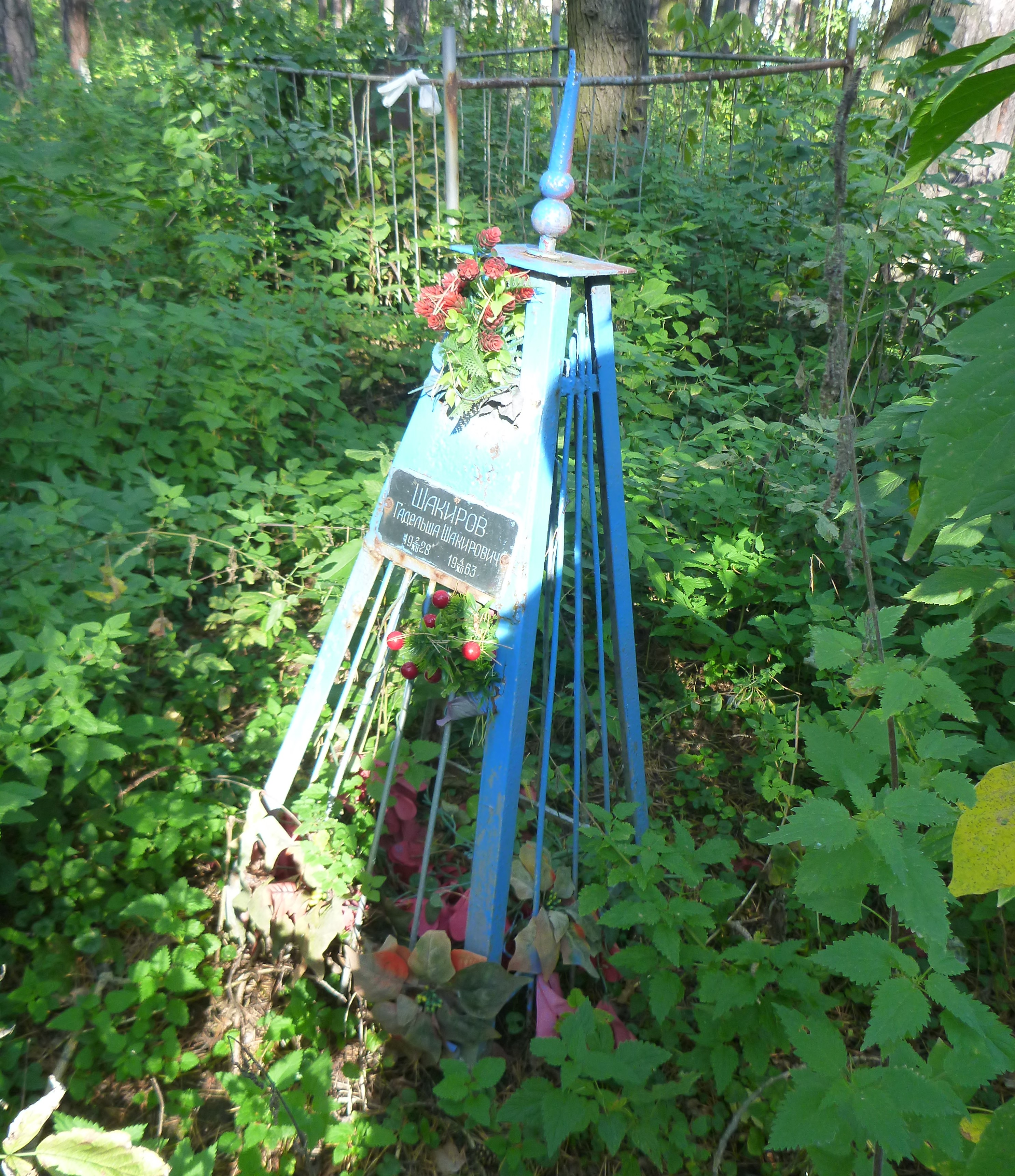
Русифицированное захоронение в форме пирамидки умершего в 1963 году. Религиозной символики нет
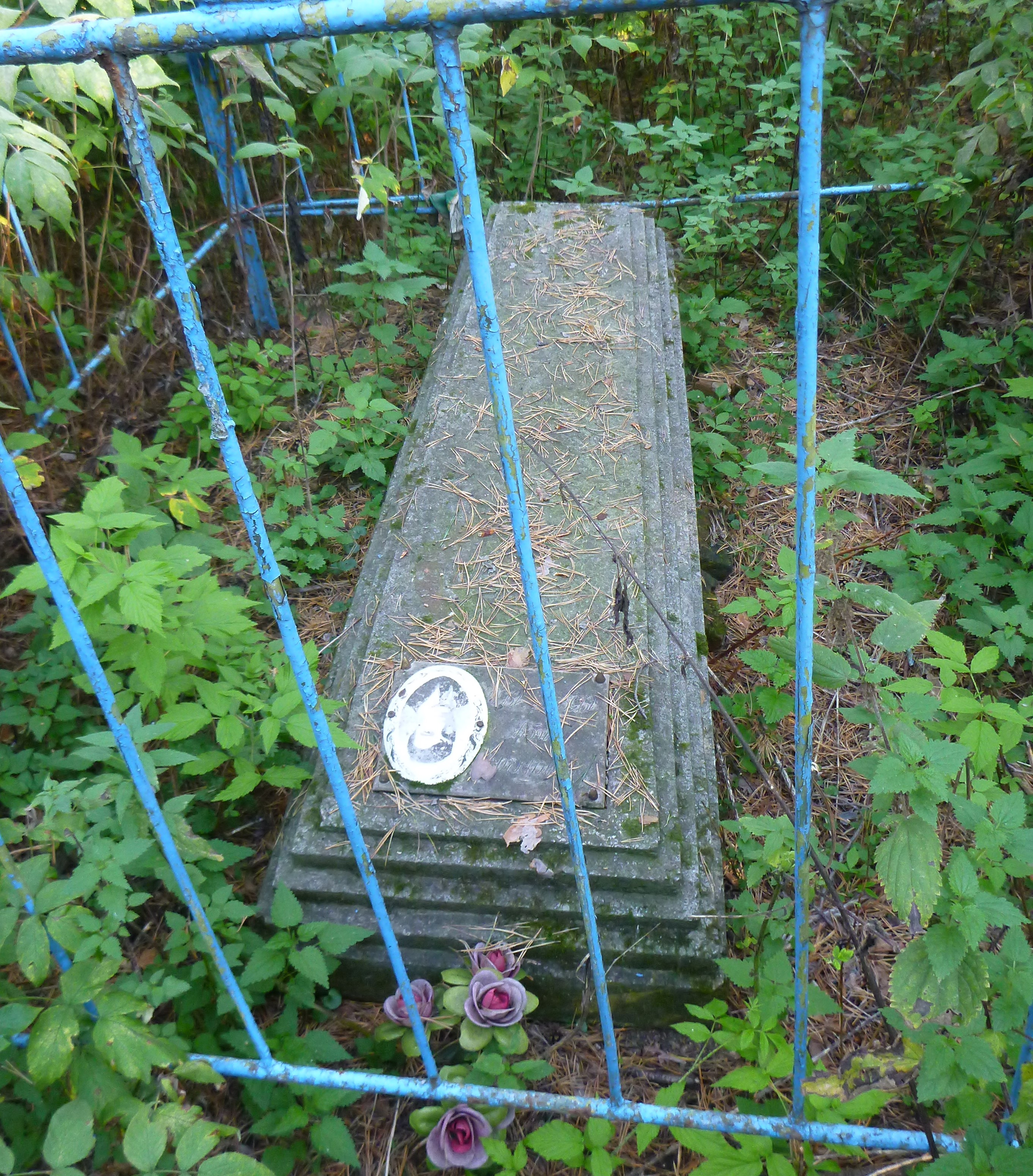
Русифицированное горизонтальное надгробие с фотографией и без религиозной символики мужчины, родившегося в 1959 году
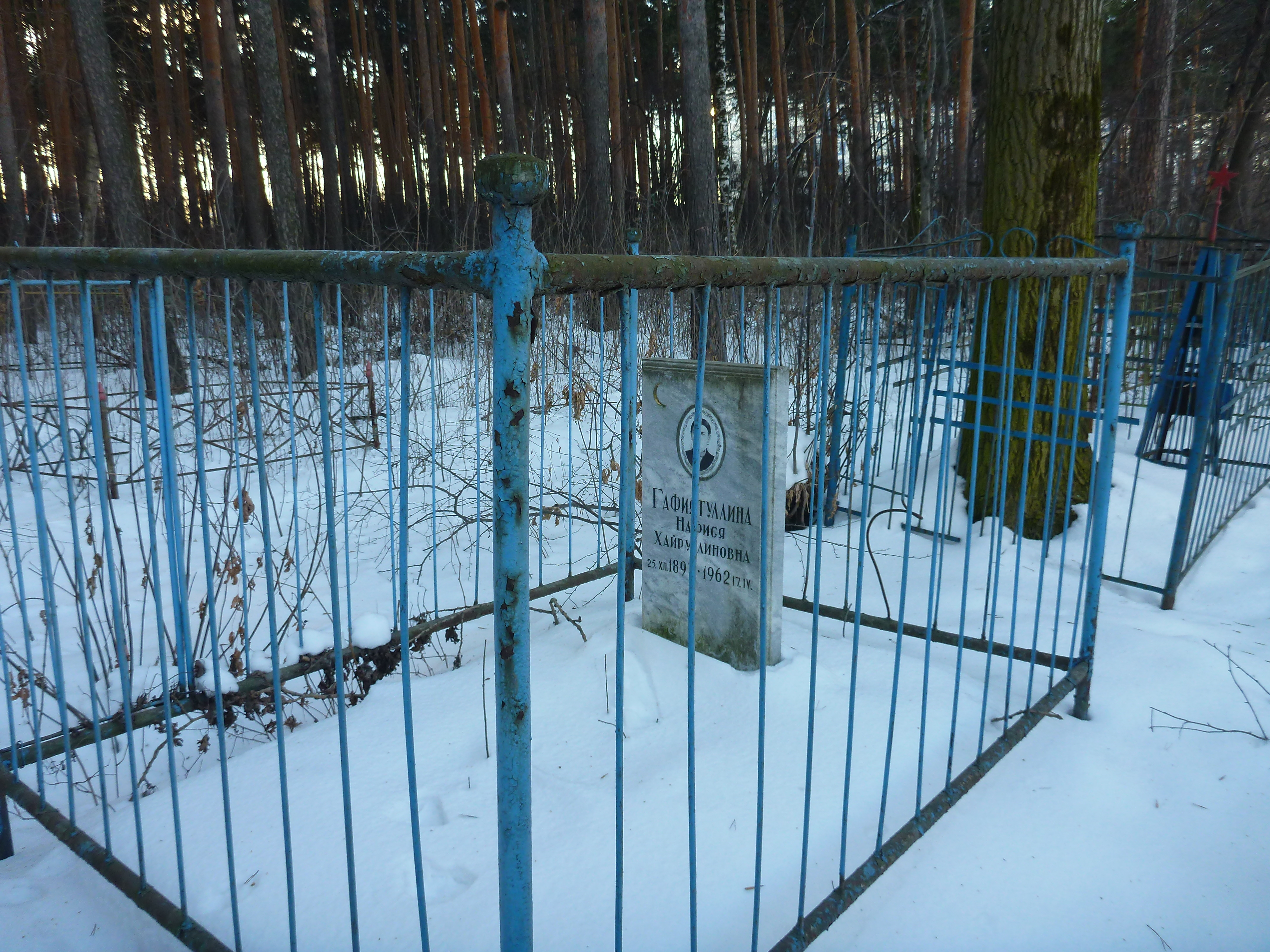
Надгробие умершей в 1962 году: типовой советский послевоенный памятник с фотографией и цветником. Отличается от немусульманских могил изображением полумесяца
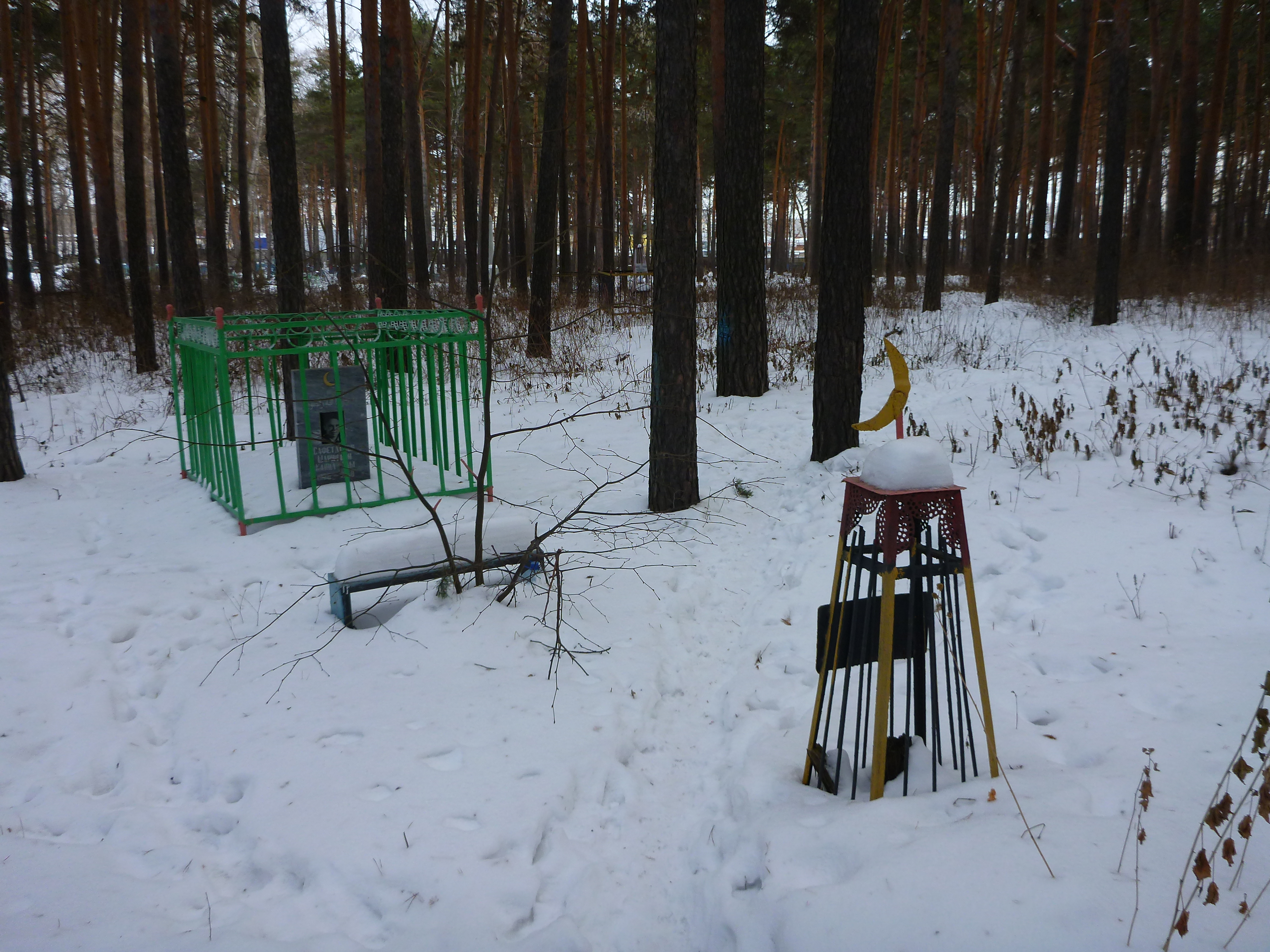
Могила умершего в 1958 году: типовой советский памятник, но с полумесяцем и с надписями как на арабице, так и на кириллице. Соседнее надгробие повёрнуто в противоположную сторону
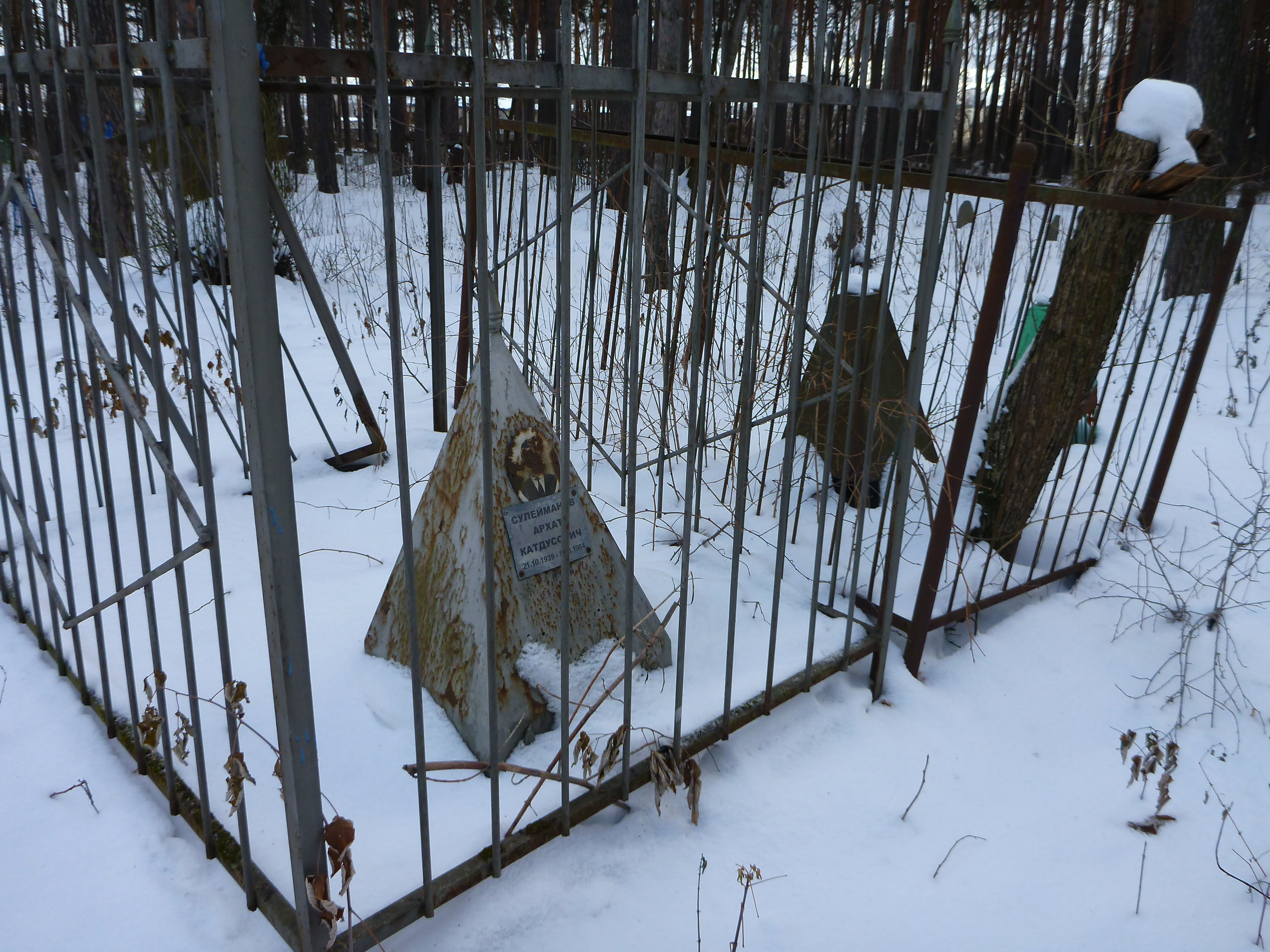
Секуляризированная и русифицированная пирамидка - надгробие умершего в 1964 году
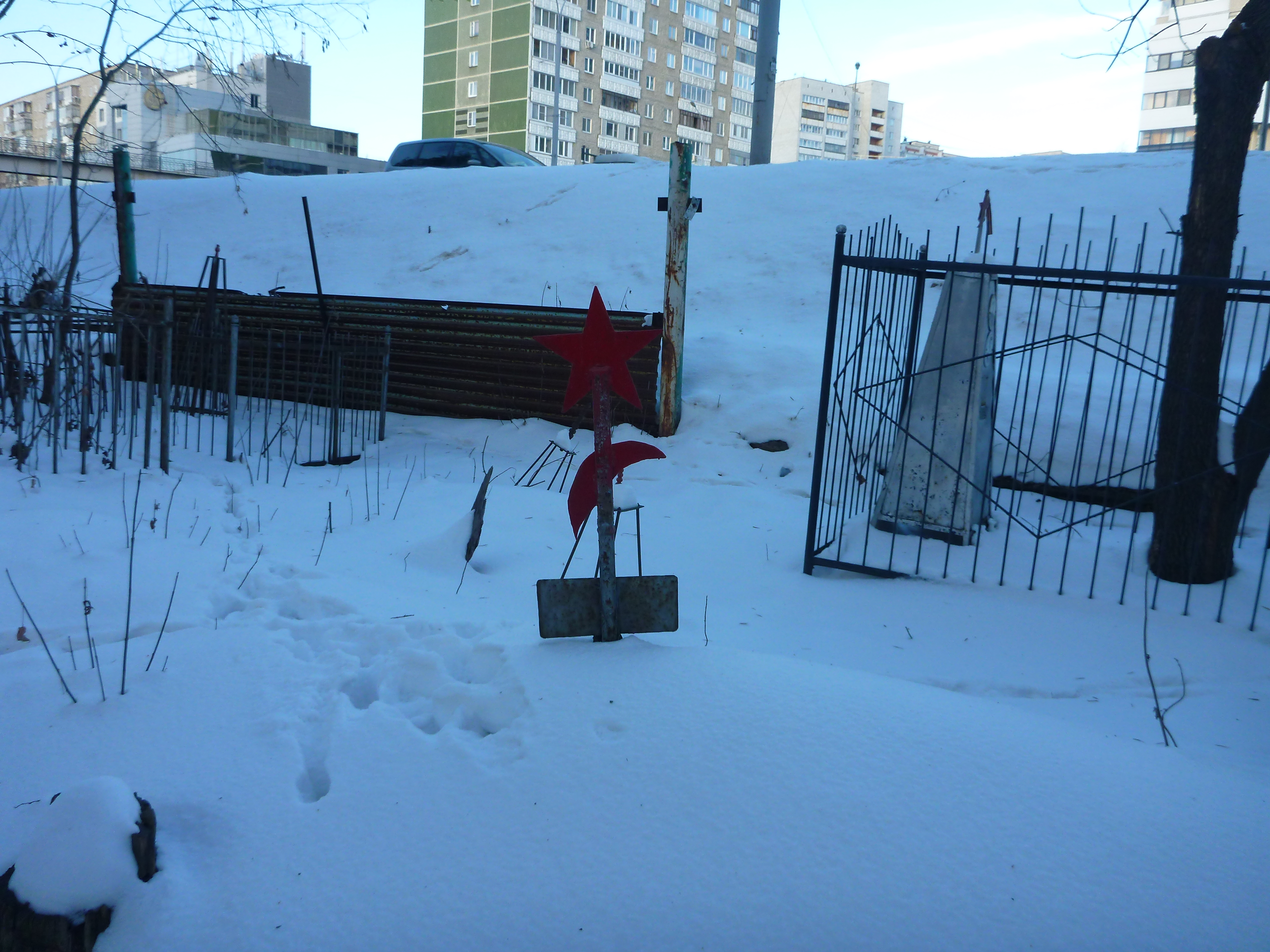
Пятиконечная звезда над полумесяцем
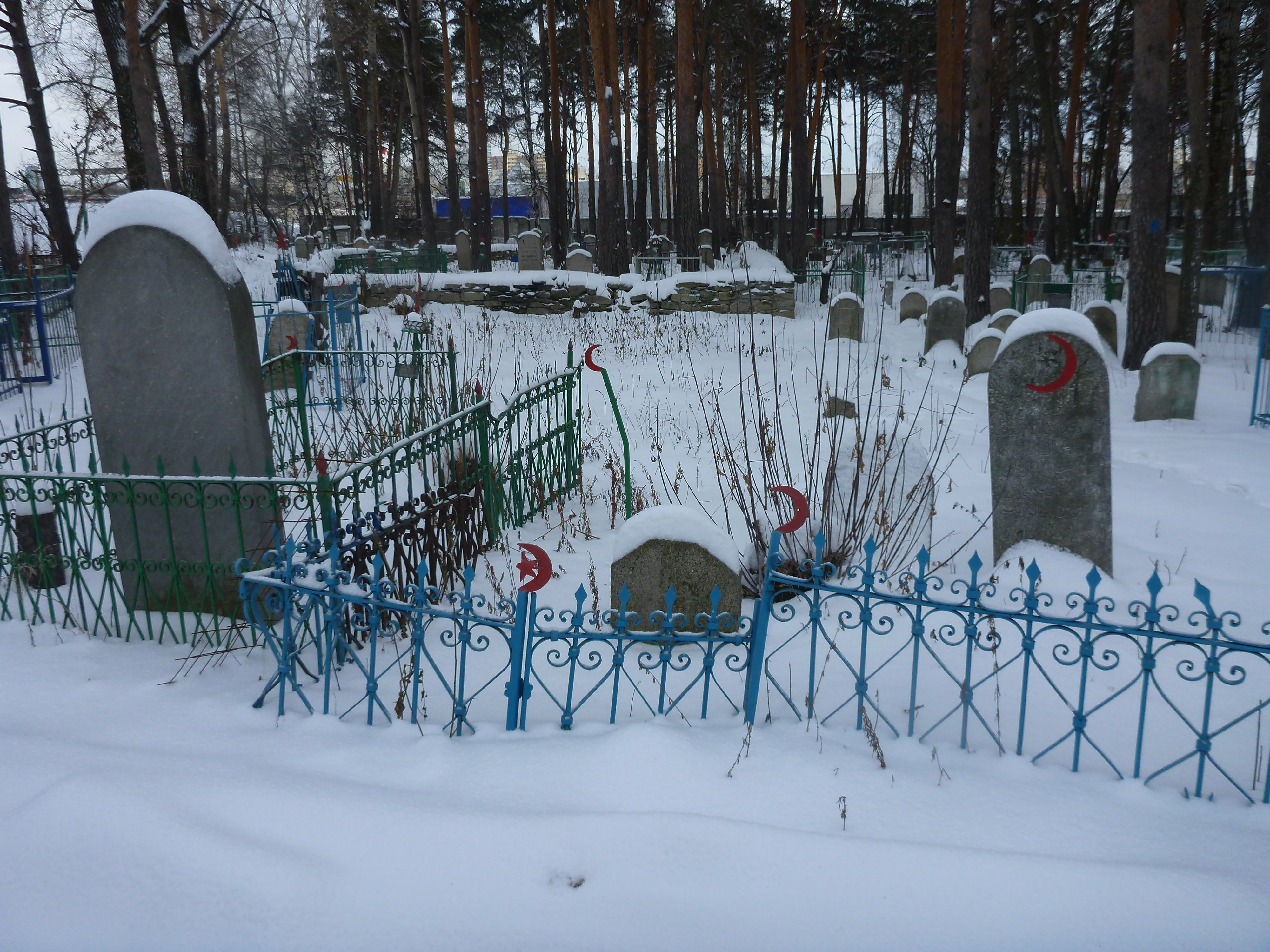
Соединение пятиконечной звезды и полумесяца
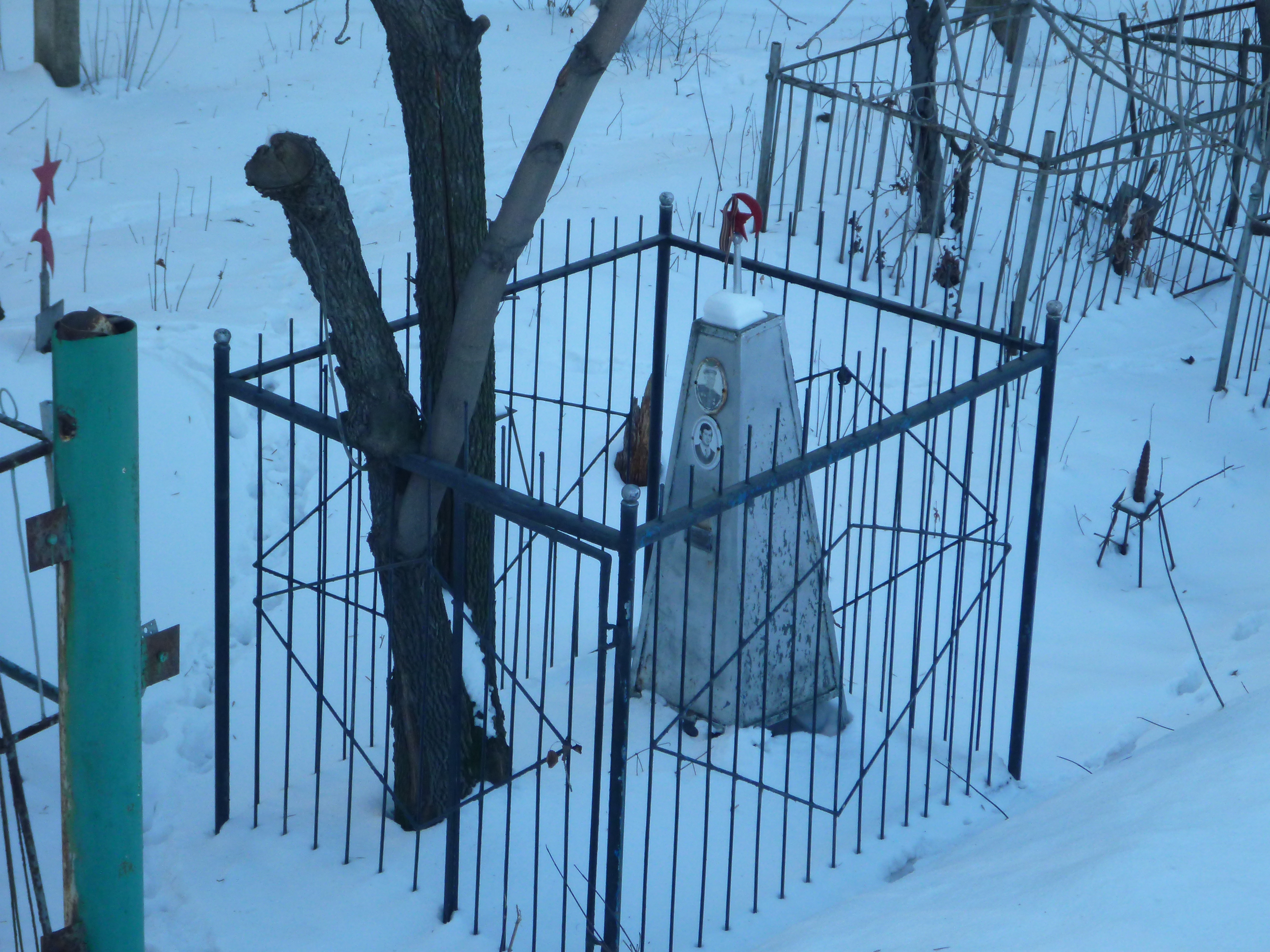
Постсоветское дополнение сочетания пятиконечной звезды и полумесяца — георгиевская ленточка

Советская власть в 1920-е годы активно внедряла в городах «красные похороны», пытаясь ликвидировать погребение по религиозным обрядам. Однако на рубеже 1920-х — 1930-х годов интерес к «красной» погребальной обрядности у властей спал. С 1930-х годов традиционный обряд погребения (включая его религиозные элементы) прочно господствует даже в городах. Тем не менее в 1920-х — 1930-х годах элементы секуляризации появляются в мусульманских похоронах. Правила 1929 года предписывали переносить тело покойника на кладбище непременно в гробу (при этом требования хоронить только в гробу не было). С. Ю. Малышева отмечает, что в 1940 году татарские похороны были уже значительно, хотя и вынужденно «секуляризованы». В подтверждение этого тезиса Малышева ссылается на значительные продажи гробов конторой Татарских кладбищ Сталинского района Казани.
После Великой Отечественной войны в санитарных общесоюзных правилах 1948, 1960 и 1977 годов было много уступок национально-конфессиональным моментам обряда погребения (их именовали «местными»). Причём существовала тенденция к расширению таких уступок даже на бумаге. Так, Правила 1960 года сократили обязательную паузу между смертью и погребением с 48 до 24 часов, что соответствовало мусульманскому правилу хоронить на следующий день после смерти. Все три редакции Правил разрешали хоронить в сидячем положении. Правила 1977 года разрешили погребение в семейных склепах и позволили использовать для переноски покойников, погребаемых в сидячем положении, специальные носилки. 12 января 1979 года была утверждена «Инструкция о порядке похорон и содержании кладбищ в РСФСР», которая вменяла в обязанности «организаторам похорон» и «агентам похоронной службы» знать «национальные похоронные обычаи» (то есть религиозные) и указывала, что порядок проведения похорон «с учётом национальных обычаев может быть дополнен и изменён по согласованию с советами министров АССР, краевыми и областными исполнительными комитетами Советов народных депутатов».
Сохранялась на протяжении всего советского периода религиозная символика на надмогильных памятниках. Так, на Ново-Татарском кладбище Казани имя покойного (иногда и суры Корана) писали на арабской графике татарского языка в 1920-х — 1960-х годах (хотя татарская письменность была переведена на латиницу в 1927 году). Также в 1930-х — 1930-х годах практиковали дублирование имени покойного и дат его жизни — сначала на арабской и латинской, а потом на арабской и кириллической графике.
Инструкция 1979 года легализовала нанесение на надмогильные памятники религиозных символов, указав, что «допускается изображение религиозных символов» на надгробных памятниках и памятниках (мемориальных плитах), закрывающих нишу колумбария. После выхода этой Инструкции распространилась практика «дописывания» — нанесение на ранее установленные советские надгробия религиозных символов. В итоге на кладбищах СССР мусульманские символы соседствовали с советскими пятиконечными звёздами (причём на одном памятнике могли быть расположены пятиконечная звезда и полумесяц), а иногда образовывали с ними симбиоз — «звёздополумесяц». Кроме того, в позднесоветский период на городских кладбищах рядом с полумесяцем стали помещать портретное изображение усопшего.
В советский период все кладбища были национализированы. При этом надмогильные памятники, установленные частными лицами, официально считались их личной собственностью. Если родственники умершего не ухаживали за памятником, то памятник признавали бесхозяйным и он переходил в государственную собственность: камень использовался для строительных целей, а металлические детали поступали на переплавку. Исключение делали для немногих захоронений — представлявших историческую или художественную ценность, а также размещенных на могилах признанных советской властью деятелей. Так, на территории Ленинградской области к концу советского периода не уцелело ни одного мусульманского кладбища, а из дореволюционных мусульманских захоронений сохранилось только одно (1901 года в Гатчине).